# Hásságy
Hásságy (németül: Haschad, horvátul: Ašađ) község Baranya vármegyében, a Bólyi járásban.

## Fekvése
Pécstől mintegy 17 kilométerre délkeletre fekszik. A szomszédos települések: észak felől Berkesd, kelet felől Máriakéménd, délkelet felől Olasz, dél felől Birján, nyugat felől Magyarsarlós, északnyugat felől pedig Ellend; közúti kapcsolata csak Olasszal és Ellenddel van.

### Megközelítése
A községen végigvezet, annak főutcájaként, dél-északi irányban az 5611-es út, amely Pécs délkeleti agglomerációjában köt össze néhány települést egymással, illetve a megyeszékhellyel. Vasútvonal nem érinti.

## Története
Az Árpád-kori település, Hásságy neve az oklevelekben 1058-ban tűnt fel először Hashag néven.
A falu a 13. század végén Győr nemzetség-hez tartozó Óvári Konrád birtoka volt.
1291-ben [Kórogyi] Fülpöst említik, aki a faluból 5 ökröt hajtott el, majd pár évvel később, 1296-ban Lőrinc nádor fia Keménnyel együtt kirabolta és lerombolta a falut.
1311-ben Óvári Konrád fia Jakab e településről nevezi magát.
1312-ben a korabeli iratok egy idevaló szerviensét említik, majd később Héder nemzetségbeli Henrik fia János foglalta el a falut, de Károly Róbert király visszaadta Jakab árváinak.
1330-ban Jakab fiai osztoztak meg rajta, és az osztozkodáskor a határában levőnek mondják a Szent László monostort, melyet még 1295-ben Óvári Konrád alapított. Olasz, Hásságy és Hidor között a Szentága forrás mellett.
1333-ban papja 15 báni pápai tizedet fizetett.
2001-ben lakosságának 44,5%-a németnek vallotta magát.

## Közélete

### Polgármesterei
- 1990–1994: Wilhelm Fülöp (független)[5]
- 1994–1998: Wilhelm Fülöp (független)[6]
- 1998–2002: Wilhelm Fülöp (független)[7]
- 2002–2006: Wilhelm Fülöp (független)[8]
- 2006–2010: Wilhelm Fülöp (független)[9]
- 2010–2014: Wilhelm Fülöp (független)[10]
- 2014–2019: Rácz László Lajos (független)[11]
- 2019–2024: Rácz László Lajos (független)[12]
- 2024– : Rácz László (független)[1]

## Népesség
A település népességének változása:
| Lakosok száma | 273  | 264  | 265  | 256  | 264  | 283  | 262  | 259  |
|               | 2013 | 2014 | 2015 | 2019 | 2021 | 2022 | 2023 | 2024 |

A 2011-es népszámlálás során a lakosok 94,9%-a magyarnak, 1,5% horvátnak, 45,6% németnek, 0,4% szlovénnek, 0,4% ukránnak mondta magát (3,7% nem nyilatkozott; a kettős identitások miatt a végösszeg nagyobb lehet 100%-nál). A vallási megoszlás a következő volt: római katolikus 84,2%, református 4%, görögkatolikus 0,4%, felekezeten kívüli 5,5% (4,8% nem nyilatkozott).
2022-ben a lakosság 92,9%-a vallotta magát magyarnak, 34,6% németnek, 0,7% horvátnak, 1,4% egyéb, nem hazai nemzetiségűnek (6,7% nem nyilatkozott; a kettős identitások miatt a végösszeg nagyobb lehet 100%-nál). Vallásuk szerint 64% volt római katolikus, 3,9% református, 0,4% evangélikus, 0,4% görög katolikus, 1,1% egyéb keresztény, 5,3% felekezeten kívüli (25,1% nem válaszolt).

## Nevezetességei

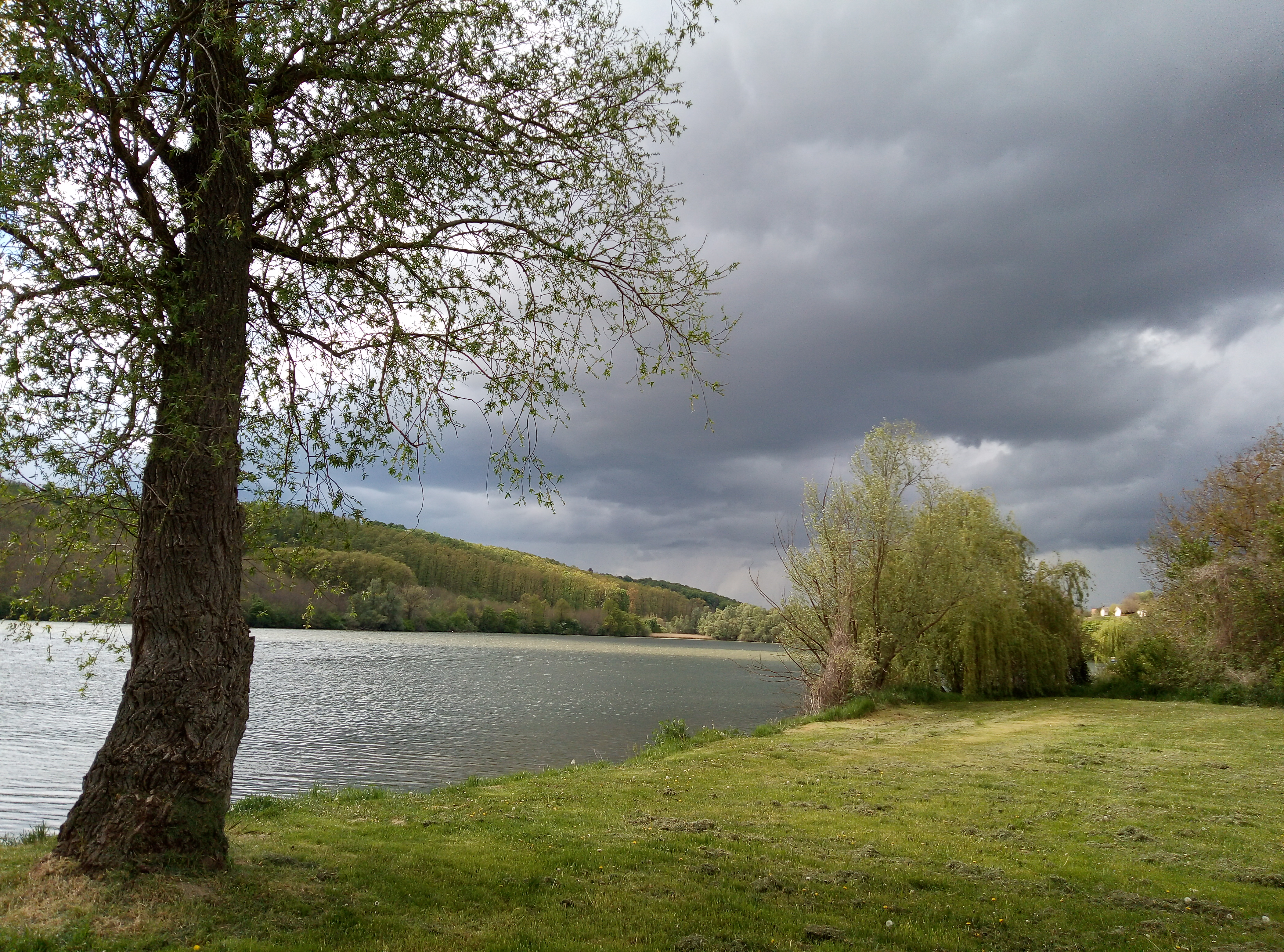
Hásságyi-tó

- Hásságyi-tó